# The Friends of Mr. Cairo
Albums de Jon and Vangelis
Short Stories
(1980) Private Collection
(1983)
The Friends of Mr. Cairo est le deuxième album studio du duo Jon and Vangelis, composé du chanteur britannique Jon Anderson et du claviériste grec Vangelis, sorti en 1981.
Sorti à peu près en même temps que la bande originale des Chariots de feu de Vangelis, ce deuxième album de Jon and Vangelis est bien plus cohérent que le premier et présente des morceaux plus élaborés, tels que The Mayflower et The Friends of Mr. Cairo, qui semblent « scénarisés » et présentent des passages avec narration ou dialogues.
La chanson State of Independence, qui lorgne vers la world music, sera reprise en 1982 par Donna Summer, qui en fera un succès.
Le single extrait de l'album est la chanson I'll Find My Way Home, non présente sur les premiers pressages (à pochette blanche) de cet album. Cette chanson fera l'objet d'une reprise dans le style rock gothique par le groupe Project Pitchfork.
La plus longue chanson et la plus remarquable, The Friends of Mr.Cairo, reprend directement des sons et dialogues du film Le Faucon maltais. Joel Cairo (Mr. Cairo) est le nom du personnage joué par Peter Lorre dans le film. Des bruitages de Klaxon et de crissement de pneu proviennent aussi du même film et ont été échantillonnés pour la chanson. Celle-ci commence par les extraits du film puis se poursuit par des coups de feu avant d'introduire les dialogues de Peter Lorre, Mary Astor et Humphrey Bogart reproduits par David Coker. L'ensemble est comme un hommage aux films hollywoodiens des années 1930 et 1940.

## Titres

### Première édition
| 1. | The Friends of Mr Cairo          | 12:04 |
| 2. | Back to School                   | 5:06  |
| 3. | Outside of This (Inside of That) | 5:00  |

| 4. | State of Independence | 7:53 |
| 5. | Beside                | 4:08 |
| 6. | The Mayflower         | 6:35 |

### Deuxième édition
| 1. | I'll Find My Way Home | 4:29 |
| 2. | State of Independence | 7:53 |
| 3. | Beside                | 4:08 |
| 4. | The Mayflower         | 6:35 |

| 5. | The Friends of Mr Cairo          | 12:04 |
| 6. | Back to School                   | 5:06  |
| 7. | Outside of This (Inside of That) | 5:00  |

### CD
| No | Titre                            | Durée |
| -- | -------------------------------- | ----- |
| 1. | The Friends of Mr. Cairo         | 12:04 |
| 2. | State of Independence            | 7:53  |
| 3. | Beside                           | 4:08  |
| 4. | The Mayflower                    | 6:35  |
| 5. | I'll Find My Way Home            | 4:29  |
| 6. | Back to School                   | 5:06  |
| 7. | Outside of This (Inside of That) | 5:00  |

## Classements
| Année | Pays et classement                | Position |
| ----- | --------------------------------- | -------- |
| 1981  | États-Unis - Billboard Pop Albums | 64       |
| 1981  | Royaume-Uni - UK Albums Chart     | 17       |
| 1982  | Royaume-Uni - UK Albums Chart     | 6        |

## Musiciens
Selon le livret inclus avec l'album. Paroles écrites par Anderson, musique composée par Vangelis. 
- Jon Anderson : chant, chœurs.
- Vangelis : claviers, percussions, compositeur, arrangeur, production.
- Claire Hamill : chœurs sur Back to School
- Carol Kenyon : chœurs sur Back to School et State of independence
- David Coker – voix sur Mr Cairo, The Mayflower
- Sally Grace – voix sur Mr Cairo
- Dick Morrissey : saxophone sur Back to School, flûte sur Outside of This (Inside of That)

## Production
- Vangelis : Production
- Enregistré aux Studios Davout, Paris
- Roger Roche : Ingénieur
- Loïc Richman : Assistant ingénieur
- Raine Shine : Ingénieur (Studios Nemo de Londres)
- Vangelis/Alwyn Claiden : Design
- Veronique Skawinska : Photographie